# Thomas Cook Airlines
Thomas Cook Airlines (IATA: MT, OACI: TCX, y Callsign: KESTREL) fue una aerolínea inglesa que volaba a los principales destinos turísticos del mundo. El 22 de septiembre de 2019 se declaró en quiebra.

## Historia

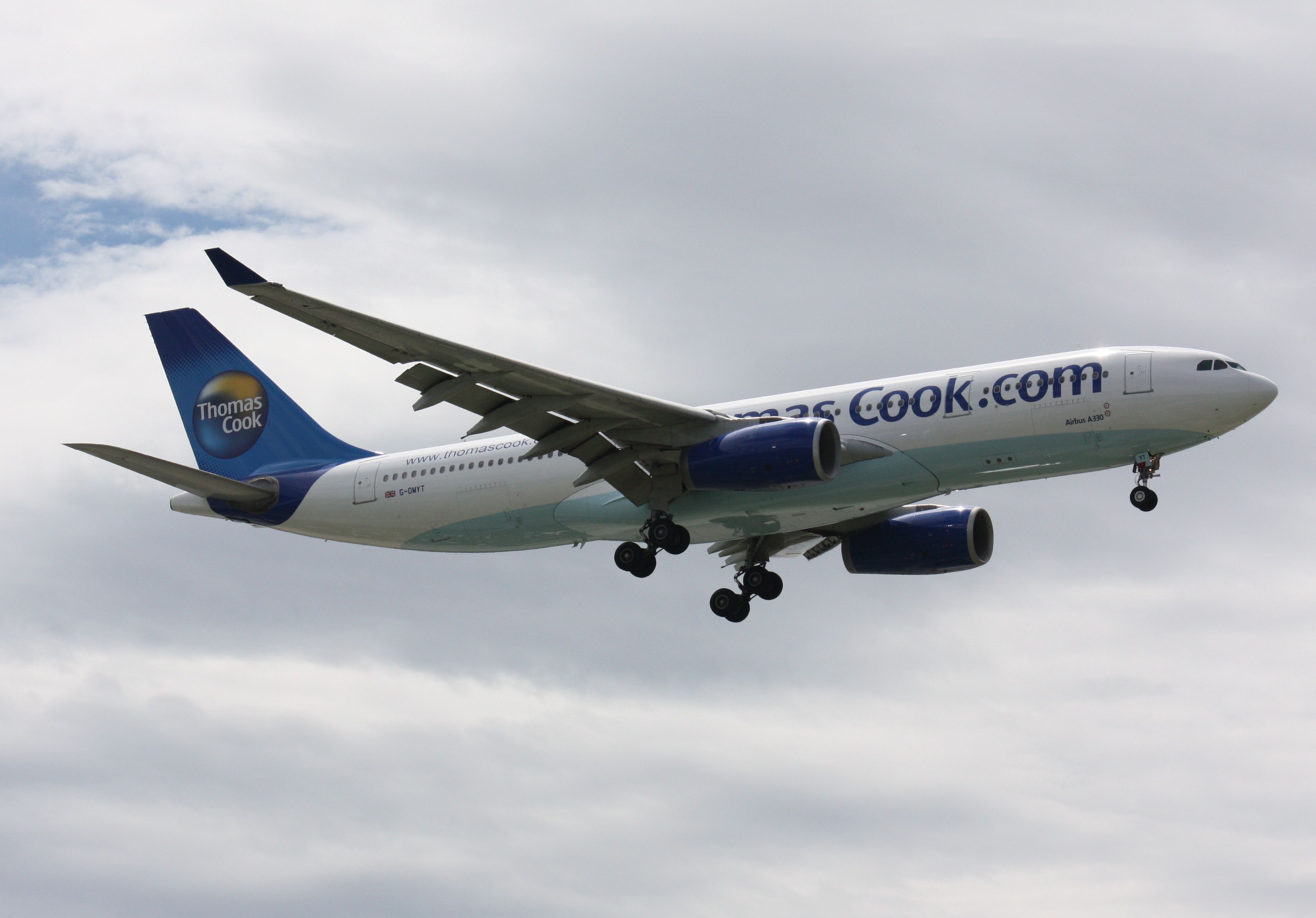
Thomas Cook A330-200

La aerolínea se fundó el 1 de septiembre de 1999 como JMC Air tras la fusión de Flying Colours Airlines y Caledonian Airways, tras la adquisición de Thomas Cook & Son por parte de Carlson Leisure Group. Inició sus operaciones el 27 de marzo de 2000, operando vuelos desde seis bases en el Reino Unido, ofreciendo reservas de solo asiento y reservas a través de Thomas Cook Tour Operations. En 2001, la aerolínea se convirtió en el primer operador británico del Boeing 757-300 alargado. En abril de 2003, Thomas Cook Group rebautizó sus aerolíneas con la marca Thomas Cook.
En junio de 2007, tras la fusión de Thomas Cook Group y MyTravel Group para formar Thomas Cook Group, el 30 de marzo de 2008, MyTravel Airways se fusionó con Thomas Cook Airlines.
En 2013, Thomas Cook Airlines, Thomas Cook Airlines Belgium, Thomas Cook Airlines Scandinavia y Condor Flugdienst se fusionaron en un único segmento operativo del grupo Thomas Cook Group Airlines. Thomas Cook Airlines transportó alrededor de 6,4 millones de pasajeros durante 2015, un aumento del 6% en comparación con 2014.

### Bancarrota y colapso
Después de sufrir varias pérdidas y acumular millones de libras en deuda, el Thomas Cook Group se declaró en bancarrota el 23 de septiembre de 2019, dejando varados a más de 600.000 turistas en todo el mundo. Afortunadamente, la aerolínea contaba con protección ATOL y rentó un A380 de la aerolínea malaya Malaysia Airlines para repatriar a los turistas. Una de las filiales del grupo, Condor Airlines continuó operando sus vuelos con normalidad.
La aerolínea entró en liquidación el 23 de septiembre de 2019.Aerolíneas de todo el mundo participaron en el transporte de pasajeros varados de regreso al Reino Unido utilizando sus aviones. La operación de repatriación abarcó a 165.000 pasajeros, la mayor en la historia del Reino Unido, y 65 000 pasajeros más que la del colapso de Monarch Airlines en 2017. El AOC de la aerolínea fue revocado el 7 de noviembre de 2019.

## Antiguos destinos
Al momento de la quiebra, la aerolínea volaba a varias ciudades en África, América del Norte, Caribe y  Europa.

## Flota histórica

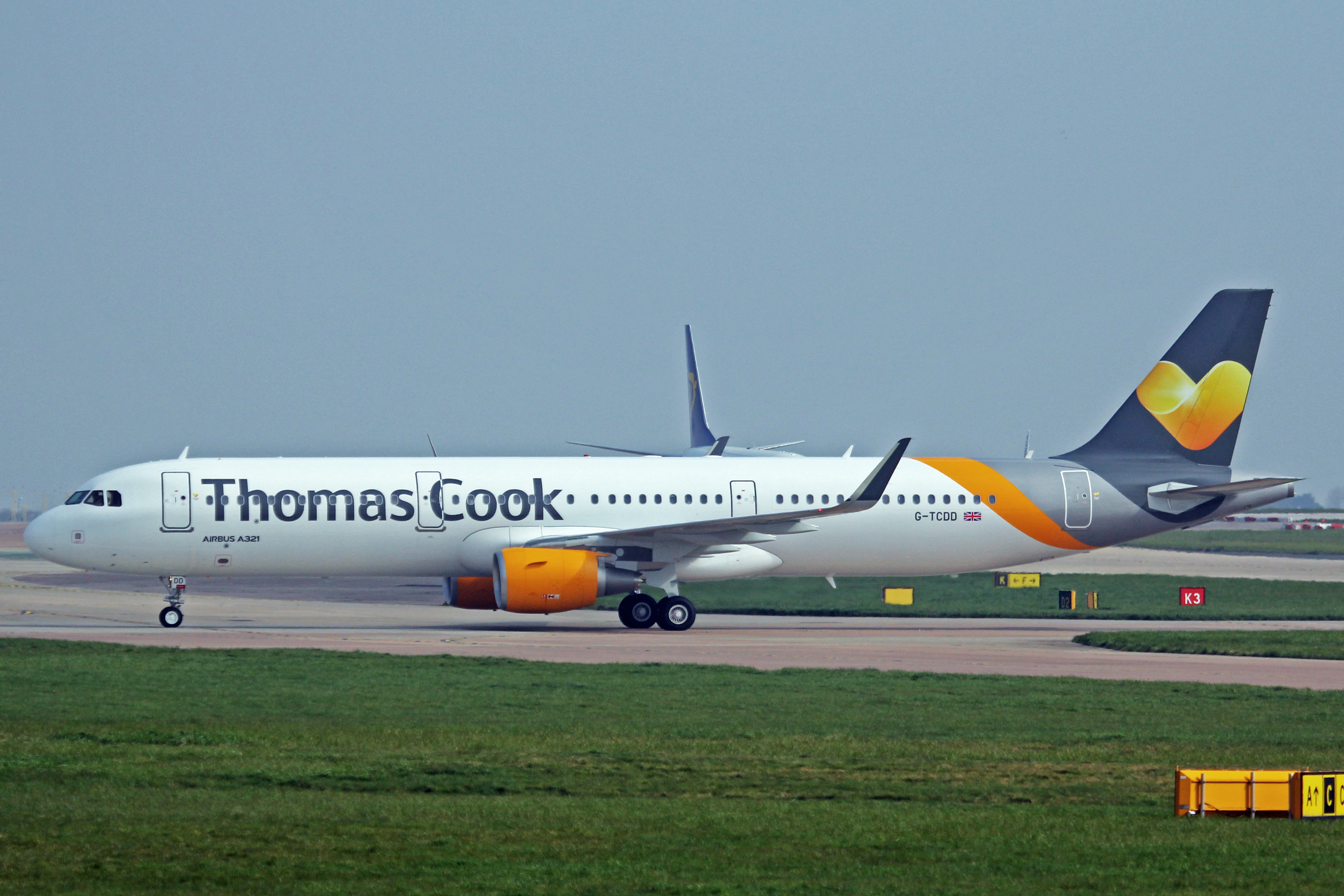
Thomas Cook Airlines Airbus A321-200 en el Aeropuerto de Mánchester.

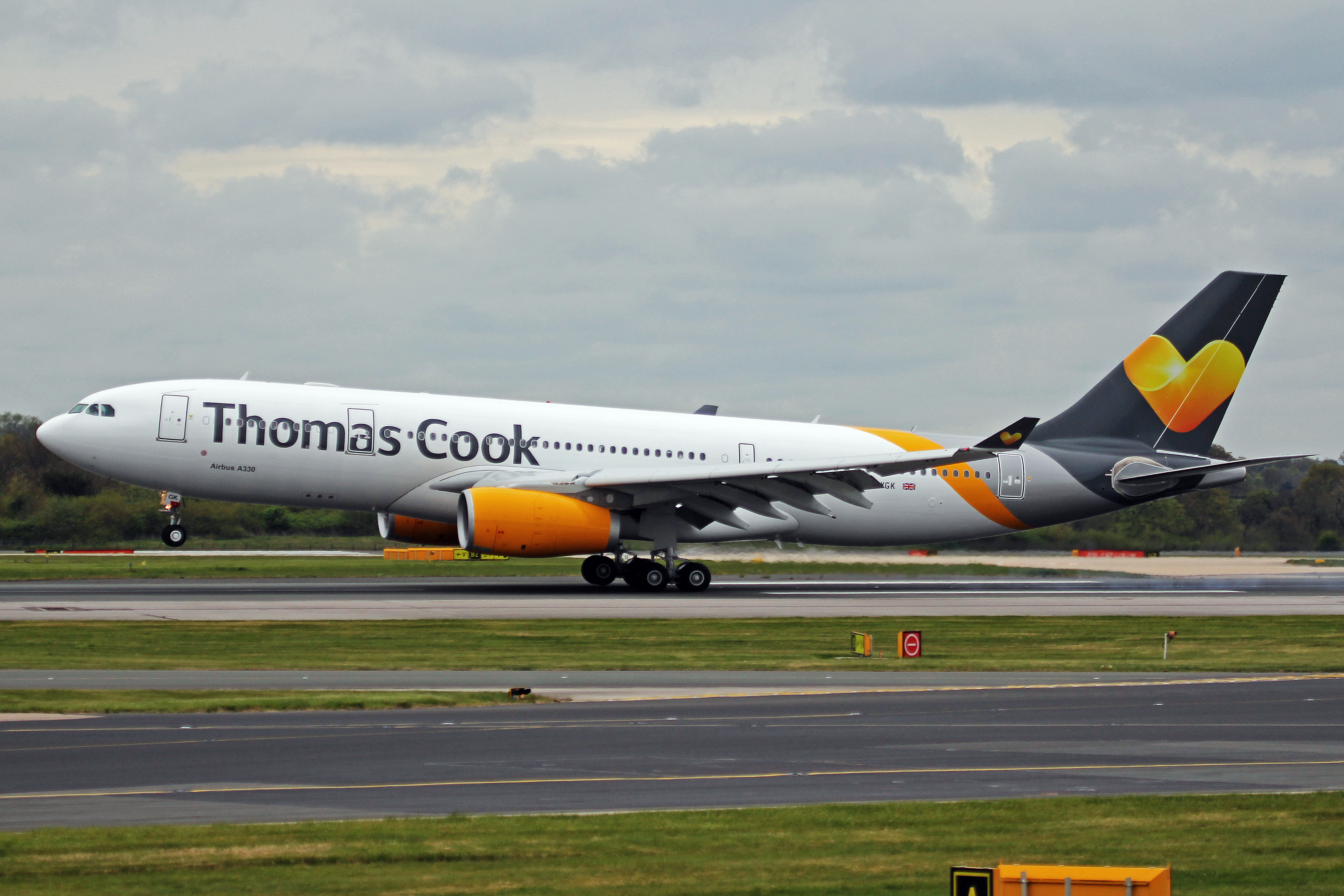
Thomas Cook Airlines Airbus A330-200 despegando desde Manchester Airport, UK.

La aerolínea durante su existencia operó las siguientes aeronaves:
| Aeronaves       | Total | Introducido | Retirado | Matrículas |
| --------------- | ----- | ----------- | -------- | --- |
| Airbus A320-200 | 43    | 2003        | 2019     | G-VCED, G-BVYA, G-BVYB, G-CVYD, G-CVYE, OO-TCE, G-BVYC, G-CRPH, YL-LCH, G-BYTH, G-FTDF, G-CVYG, G-GTDL, YL-LCL, LY-VEP, YL-LCS, YL-LCN, G-BXKA, G-BXKB, YL-LCI, G-BXKC, G-BXKD, LY-VEI, LY-NVZ, YL-LCK, EC-MVF, EC-MVG, G-TCAC, EC-NAD, LY-VEB, LY-VEN, YL-LCO, G-DHRG, G-TCAE, G-SUEW, G-DHZJ, G-TCKE, LY-VEL, G-KKAZ, LY-VEK, G-TCAD, EC-MVH, YL-LCT y LY-NVX |
| Airbus A321-200 | 36    | 2007        | 2019     | G-OMYJ, G-DHJH, G-NIKO, G-TCDA, G-TCDB, G-TCDC, G-TCDD, G-TCDE, G-TCDF, G-TCDG, G-TCDH, G-TCDJ, G-TCDK, G-TCDL, G-TCDM, G-TCDN, G-TCDO, G-TCDP, G-TCDR, G-TCDV, G-TCDW, G-TCDX, G-TCDY, G-TCDZ, G-TCVA, G-TCVB, G-TCVC, G-TCVD, LY-VEA, LY-VEC, LY-VED, LY-VEG, LY-VEH, YL-LCQ, YL-LCX y YL-LCZ                                                                 |
| Airbus A330-200 | 16    | 2003        | 2019     | CS-TFZ, G-CHTZ, G-MDBD, G-MLJL, G-OJMB, G-OJMC, G-OMYT, G-TCCF, G-TCCG, G-TCCI, G-TCXA, G-TCXB, G-TCXC, G-TCXD, G-VYGK y G-VYGM |
| Boeing 757-200  | 19    | 2003        | 2016     | G-FCLA, G-FCLB, G-FCLC, G-FCLD, G-FCLE, G-FCLF, G-FCLG, G-FCLH, G-FCLI, G-FCLJ, G-FCLK, G-FMCD, G-JMCE, G-JMCF, G-JMCG, G-TCBA, G-TCBB, G-TCBC y G-WJAN |
| Boeing 757-300  | 5     | 2003        | 2019     | G-JMAA, G-JMAB, G-JMOE, G-JMOF y G-JMOG |
| Boeing 767-300  | 3     | 2014        | 2017     | G-DAJC, G-TCCA y G-TCCB |